# Pinggui
Pinggui léase Ping-Kuéi  (en chino, 平桂区; pinyin, Píngguì qū) es un distrito urbano bajo la administración directa de la Prefectura Hezhou en la Región autónoma de Guangxi, República Popular China. Su área es de 1853 km² y su población total para 2020 superó los 400 mil habitantes.

## Administración
El distrito de Pinggui se divide en 9 pueblos que se administran en 1 subdistrito, 7 poblados y 1 villa étnica .